# 多面体群
几何学中，多面体群指柏拉图立体的对称群。

## 群
多面体群共三个：
- 12阶四面体群，正四面体的旋转对称群。它与A4同构。
  - T的共轭类是：
    - 恒等
    - 4 × 旋转 120°，3阶，顺时针
    - 4 × 旋转 120°，3阶，逆时针
    - 3 × 旋转 180°，2阶
- 24阶八面体群，立方体和正八面体的旋转对称群。它与S4同构。
  - O的共轭类是：
    - 恒等
    - 6 × 围绕顶点旋转 ±90°，4阶
    - 8 × 围绕三角形中心旋转 ±120°，3阶
    - 3 × 围绕顶点旋转 180°，2阶
    - 6 × 围绕边缘中点旋转 180°，2阶
- 60阶二十面体群，正十二面体和正二十面体的旋转对称群。它与A5同构。
  - I的共轭类是：
    - 恒等
    - 12 × 旋转 ±72°，5阶
    - 12 × 旋转 ±144°，5阶
    - 20 × 旋转 ±120°，3阶
    - 15 × 旋转 180°，2阶

对于全反射群，以上的对称性加倍，分别为24、48、120阶，分别有6、9 和15 个反射镜面。八面体对称群[4,3]可以看作是四面体对称群 [3,3] 的6个反射镜面和二面体群Dih2[2,2] 的3个反射镜面的并集。五角十二面体对称性是四面体对称性的另一种加倍。
完全四面体对称的共轭类Td≅S4是：
- 恒等
- 8 × 旋转 120°
- 3 × 旋转 180°
- 6 × 通过两个旋转轴在平面内进行反映
- 6 × 旋转-反映 90°

五角十二面体对称性Th的共轭类包括T的共轭类，其中两个4阶类组合在一起，并且每个类都具有反演：
- 恒等
- 8 × 旋转 120°
- 3 × 旋转 180°
- 反演
- 8 × 旋转-反映 60°
- 3 × 平面反映

全八面体群Oh ≅ S4 × C2的共轭类是：
- 反演
- 6 × 旋转-反映 90°
- 8 × 旋转-反映 60°
- 垂直于 4 次轴的平面中的 3 × 反射
- 垂直于 2 次轴的平面中的 6 × 反射

完全二十面体对称 Ih ≅ A5 × C2的共轭类 ，还包括每个具有反演的：
- 反演
- 12 × 旋转-反映 108°， 10阶
- 12 × 旋转-反映 36°，10阶
- 20 × 旋转-反映 60°，6阶
- 15 × 旋转-反映，2 阶

## 手性多面体群
|  |

|  |

|  |

|  |

|  |

|  |

|  |

|  |

|  |

|  |

|  |

|  |

## 全多面体群
|  |

|  |

|  |